# Кувельйо
Кувельйо (італ. Cuveglio) — муніципалітет в Італії, у регіоні Ломбардія,  провінція Варезе.
Кувельйо розташоване на відстані близько 540 км на північний захід від Рима, 65 км на північний захід від Мілана, 13 км на північний захід від Варезе.
Населення — 3428 осіб (2014).

## Демографія
Населення за роками:

Станом на 1 січня 2023 року в муніципалітеті офіційно проживали 233 іноземці з 41 країни, серед них 40 громадян країн Євросоюзу та 4 громадяни України.

## Сусідні муніципалітети
- Казальцуїньо
- Кассано-Валькувія
- Кастелло-Каб'яльйо
- Кувіо
- Дуно
- Ранчіо-Валькувія